# Целине Самоборске
Целине Самоборске су насељено место у саставу града Самобора у Загребачкој жупанији, Хрватска. До територијалне реорганизације у Хрватској налазиле су се у саставу старе загребачке приградске општине Самобор.

## Становништво
На попису становништва 2011. године, Целине Самоборске су имале 292 становника.

## Попис1991.
На попису становништва 1991. године, насељено место Целине Самоборске је имало 262 становника, следећег националног састава:
| Попис 1991.‍ | Попис 1991.‍ | Попис 1991.‍ | Попис 1991.‍ | Попис 1991.‍ |
| ----------- | ----------- | ----------- | ----------- | ----------- |
|             |             |             |             |             |
| Хрвати      | Хрвати      |             | 259         | 98,85%      |
| Македонци   | Македонци   |             | 3           | 1,14%       |
| укупно: 262 |             |             |             |             |